# Steracteur Sterartiest
Steracteur Sterartiest is een muziekprogramma op de Belgische televisiezender Eén. Het eerste seizoen werd in de tweede helft van 2006 uitgezonden, het tweede seizoen werd uitgezonden in het najaar van 2007 en het derde in het najaar van 2008. De deelnemers zijn Vlaamse acteurs en actrices. Het programma werd gepresenteerd door Katja Retsin en Thomas Vanderveken en 12 weken lang op vrijdagavond uitgezonden. In het najaar van 2017 keert Steracteur Sterartiest terug. Deze keer is de presentatie in handen van Danira Boukhriss en Peter Van De Veire. Het is een showprogramma waarin acteurs live zingen voor een zelfgekozen goed doel.
Elke acteur zingt een bekend nummer. De kijkers beslissen op het eind via sms; televoting of digitale televisie wie afvalt of doorgaat. Per stem gaat 20 eurocent naar het goede doel van de artiest. De winnaar krijgt na 12 weken nog 25.000 euro extra voor zijn of haar goede doel.
De finale van het eerste seizoen vond plaats op 24 november 2006. Als eerste viel Timo Descamps af.
Toen ging het nog tussen Roel Vanderstukken en Stan Van Samang. Favoriet Stan Van Samang won uiteindelijk en zijn goed doel "Het Balanske" kreeg 25.000 euro.
De finale van het tweede seizoen werd op 25 januari 2008 gehouden. Na het afvallen van Eline De Munck ging het nog tussen Guillaume Devos en Free Souffriau. Uiteindelijk won Free Souffriau en mocht ze een bedrag van in totaal 34.675,78 euro overhandigen aan haar goede doel de Cliniclowns.
Op 6 maart 2009 vond de finale van het derde seizoen plaats. Nadat Niels Destadsbader aan het begin van de aflevering afviel, mochten Margot De Ridder, Ann Van den Broeck en Mathias Sercu elk twee nummers brengen. Daarna mocht Margot De Ridder geen derde lied meer zingen omdat ze dan het minste stemmen van de drie had. Vervolgens gaven Mathias Sercu en Ann Van den Broeck voor de laatste keer het beste van zichzelf. Mathias Sercu won uiteindelijk de titel van sterartiest en schonk zo 51.511,20 euro aan Het Anker.
Het vierde seizoen werd afgesloten op 28 december 2017 met Michiel De Meyer als winnaar, Tinne Oltmans als verliezend finalist en Sieg De Doncker als laatste afvaller en derde.

## Format en versies
Het format voor dit televisieprogramma is gecreëerd door het Britse Granada Productions voor de Britse zender Independent Television.
In het Verenigd Koninkrijk heet het programma Soapstar Superstar. Daar liep het programma gedurende twee seizoenen sinds januari 2006 op ITV.
De Amerikaanse versie, But Can They Sing?, liep op het digitale station VH1 gedurende één seizoen vanaf oktober 2005.
In Polen werd het programma onder de naam Jak Oni śpiewają (Hoe zingen ze) getoond van maart tot juni 2007 (seizoen 1) en van september tot december 2007 (seizoen 2).
In 2016 bracht de Vlaamse radiozender MNM een eigen editie van het programma. De eerste winnaar van het tv-programma, Stan Van Samang, werd jurylid en besliste samen met de luisteraars wie zou winnen: Leen Dendievel, Ruth Beeckmans of Rik Verheye. Dendievel haalde het.

## Seizoenen

### Jury

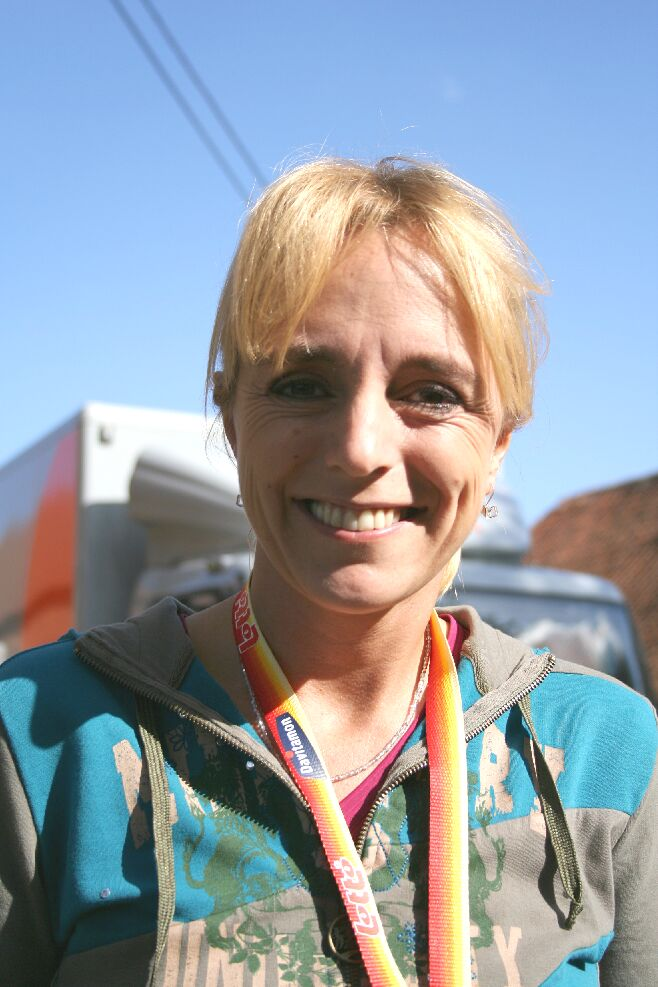
o.a. An Swartenbroekx probeerde de eerste reeks van Steracteur Sterartiest te winnen.

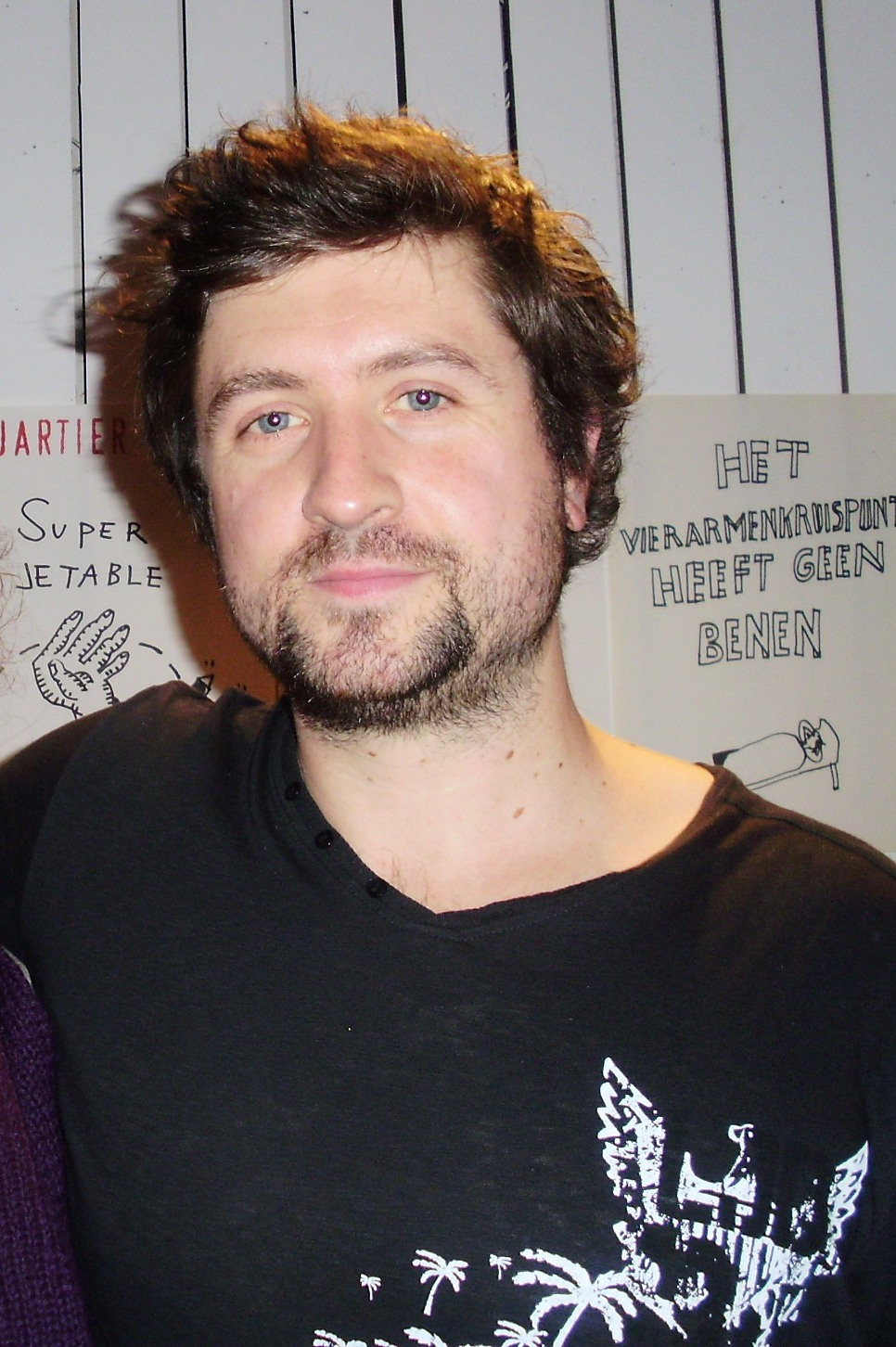
In het 3e seizoen van Steracteur Sterartiest was Tom Helsen een van de juryleden.

| jury               | Seizoen 1 | Seizoen 2 | Seizoen 3 | Seizoen 4 |
| ------------------ | --------- | --------- | --------- | --------- |
| Peter Koelewijn    |           |           |           |           |
| Eric Melaerts      |           |           |           |           |
| Geena Lisa Peeters |           |           |           |           |
| Bart De Pauw       |           |           |           |           |
| Henny Huisman      |           |           |           |           |
| Bob Savenberg      |           |           |           |           |
| Tom Helsen         |           |           |           |           |
| Angela Groothuizen |           |           |           |           |
| Ingeborg Sergeant  |           |           |           |           |
| Kristel Verbeke    |           |           |           |           |
| Gers Pardoel       |           |           |           |           |

### Presentatie
| Presentatoren      | Seizoen 1 | Seizoen 2 | Seizoen 3 | Seizoen 4 |
| ------------------ | --------- | --------- | --------- | --------- |
| Katja Retsin       |           |           |           |           |
| Thomas Vanderveken |           |           |           |           |
| Danira Boukhriss   |           |           |           |           |
| Peter Van de Veire |           |           |           |           |

### Seizoen 1

#### Steracteurs
| Bekende Vlaming       | Bekend van                                          | Goede Doel                | Verloor Van | Eindranking |
| --------------------- | --------------------------------------------------- | ------------------------- | ----------- | ----------- |
| Stan Van Samang       | Kevin in Wittekerke                                 | 't Balanske               | /           | winnaar     |
| Roel Vanderstukken    | Michiel in Flikken / Jelle in Wittekerke            | Medi-clowns               | Stan        | 2e          |
| Timo Descamps         | Jo in Spring                                        | Responsible Young Drivers | Roel        | 3e          |
| Andrea Croonenberghs  | Britt in Flikken                                    | Het Huis                  | Timo        | 4e          |
| Steph Goossens        | Cois in Thuis                                       | Special Olympics Belgium  | Roel        | 5e          |
| Cara Van der Auwera   | Chantal in Spring                                   | Coda Hospica              | Steph       | 6e          |
| Werner De Smedt       | Nick in Flikken                                     | Coma België               | Timo        | 7e          |
| Sofie Van Moll        | Evi in Spring / Kiki in Urbain                      | Piazza dell'Arte          | Roel        | 8e          |
| Lien Van de Kelder    | Sofie in Thuis / Fien in Zone Stad                  | Plan België               | Cara        | 9e          |
| Rob Teuwen            | Billie in F.C. De Kampioenen                        | Make-A-Wish               | Werner      | 10e         |
| An Swartenbroekx      | Bieke in F.C. De Kampioenen                         | Blindengeleidehond        | Cara        | 11e         |
| Grietje Vanderheijden | Isa in En daarmee Basta! / Vicky in Lili en Marleen | Unicef                    | Rob         | 12e         |
| Karel Deruwe          | Guido in Familie                                    | Het Hartenhuis            | An          | 13e         |

#### Jury
- Peter Koelewijn
- Eric Melaerts
- Geena Lisa Peeters

#### Goede doelen
- Werner De Smedt - COMA België, begeleidingscentrum voor patiënten met niet-aangeboren hersenletsel of coma
- Lien Van de Kelder - Plan België, Belgische afdeling Plan International
- Rob Teuwen - Make-A-Wish, organisatie die dromen van levensbedreigend zieke kinderen wil waar maken.
- Cara Van der Auwera - Coda Hospica, centrum voor palliatieve zorg in Wuustwezel
- Steph Goossens - Special Olympics Belgium
- An Swartenbroekx - Blindengeleidehondenschool in Genk
- Stan Van Samang - Het Balanske, vrijetijdscentrum voor zwaar gehandicapte kinderen en jongeren in Vlaams-Brabant
- Sofie Van Moll - Piazza dell'Arte, kunstorganisatie in Antwerpen, die zich richt op jongeren in scholen, verenigingen, asielcentra
- Karel Deruwe - Het Hartenhuis, een initiatief van de Nationale Stichting voor Onderzoek op het gebied van Kindercardiologie.
- Grietje Vanderheijden - Unicef

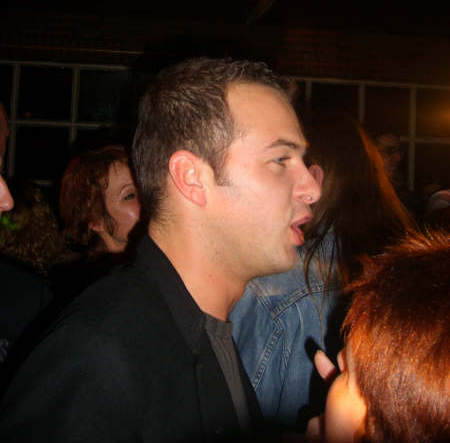
Stan Van Samang werd de winnaar van het eerste seizoen van Steracteur Sterartiest.

- Roel Vanderstukken - Medi Clowns, organisatie met cliniclowns
- Andrea Croonenberghs - Het Huis, organisatie die voorziet in neutrale bezoekersruimte voor kinderen van gescheiden ouders.
- Timo Descamps - Responsible Young Drivers

### Supersterren op oudejaar
Op 31 december 2007 was er een speciale uitzending van Steracteur Sterartiest met daarin alle deelnemers aan het programma en de grootste sterren van de Vlaamse showbizz.
Er waren ook enkele verrassende duetten: Roel Vanderstukken en Sofie Van Moll zongen samen It takes two, Timo Descamps zong met Belle Pérez La camisa negra van Juanes en Stan Van Samang zong met Natalia een van haar hits, nl. I want you back.
Andere artiesten waren: Marco Borsato, Kate Ryan, Belle Pérez (solo), Udo, Sandrine, Milk Inc., Kaye Styles, Katerine, Hadise, Laura.

### Seizoen 2

#### Steracteurs
| Bekende Vlaming       | Bekend van                                     | Goede Doel                        | Verloor Van | Eindranking |
| --------------------- | ---------------------------------------------- | --------------------------------- | ----------- | ----------- |
| Free Souffriau        | Mega Mindy                                     | Cliniclowns                       | /           | winnares    |
| Guillaume Devos       | Pierrot in Familie                             | Hartekamp                         | Free        | 2de         |
| Eline De Munck        | Amber in Thuis                                 | Habbekrats                        | Guillaume   | 3de         |
| Mark Tijsmans         | Pasmans in Flikken                             | Chirojongens St. Jozef            | Guillaume   | 4de         |
| Daisy Thijs           | Daisy in Thuis/ Emma in Droge voeding, kassa 4 | Kamiano                           | Guillaume   | 5de         |
| Geert Hunaerts        | Peter in Thuis                                 | Greenpeace                        | Mark        | 6de         |
| Hein Blondeel         | Niek in Spring                                 | Natuurhulpcentrum                 | Guillaume   | 7de         |
| Johan Terryn          | Lucas in Rupel                                 | Mobile School                     | Geert       | 8de         |
| Kobe Van Herwegen     | David in Spring                                | Unicef                            | Daisy       | 9de         |
| Viv Van Dingenen      | Véronique in Thuis/ An in Katarakt             | Stortkinderen                     | Geert       | 10de        |
| Mattias Van de Vijver | Kasper in Thuis                                | SOS Kinderdorpen                  | Geert       | 11de        |
| Britt Van Der Borght  | Ria in De Kotmadam / Zoë in W817               | Autistem                          | Johan       | 12de        |
| Cathérine Kools       | Lotte in Wittekerke                            | Vereniging voor bos in Vlaanderen | Johan       | 13de        |

#### Jury
- Bart De Pauw
- Henny Huisman
- Geena Lisa Peeters

#### Goede doelen

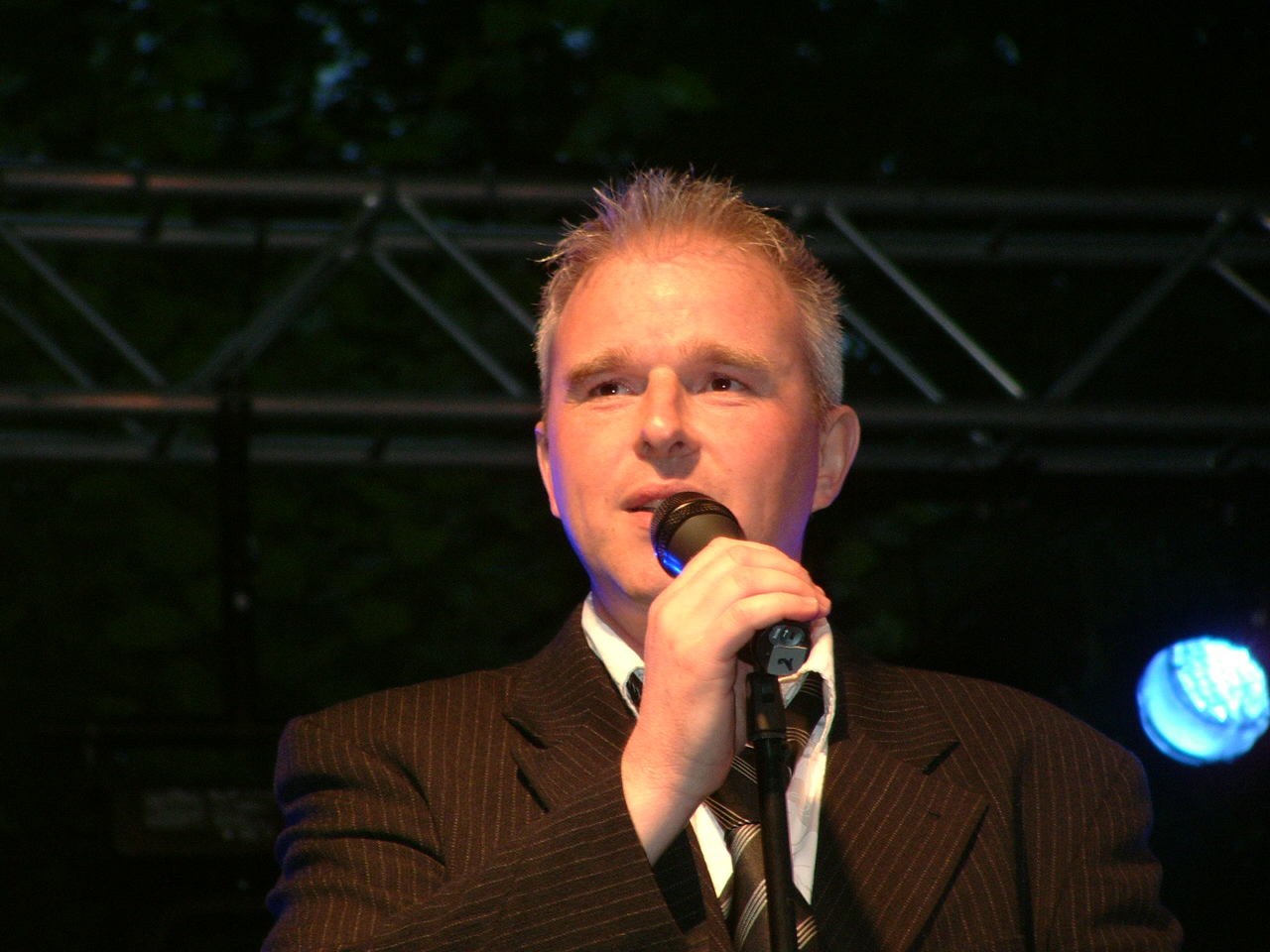
Mark Tijsmans was een van de kandidaten tijdens het tweede seizoen van Steracteur Sterartiest; hij werd vierde.

- Eline De Munck - Habbekrats, ontmoetingsplaats voor jongeren
- Mattias Van de Vijver - SOS Kinderdorpen, Richten dorpen op waar kinderen in nood kunnen opgroeien.
- Kobe Van Herwegen - Unicef
- Hein Blondeel - Natuurhulpcentrum Opglabeek, ontfermt zich over zieke, gewonde en hulpbehoevende wilde dieren
- Guillaume Devos - vzw Hartekamp, organiseert activiteiten voor chronisch zieke kinderen.
- Cathérine Kools - Vereniging voor bos in Vlaanderen, uitbreiding van bossen in Vlaanderen
- Free Souffriau - Cliniclowns
- Britt Van Der Borght - Autistem, vereniging voor mensen met autisme
- Geert Hunaerts - Greenpeace
- Daisy Thijs - Kamiano, daklozenrestaurant in Antwerpen
- Johan Terryn - vzw Mobile School, scholen voor straatkinderen
- Mark Tijsmans - Chirojongens St. Jozef, brandstichting vernielde hun lokalen
- Viv Van Dingenen - Stortkinderen, organisatie die kinderen helpt die op stortplaatsen zoeken naar dingen die iets kunnen opbrengen.

### Seizoen 3

#### Steracteurs
Dit seizoen start met 5 steracteurs: Peter Van De Velde, Patsy Van der Meeren, Niels Destadsbader, Deborah Ostrega en Mathias Sercu. De afvaller wordt de week nadien opgevolgd door een gloednieuwe deelnemer. Wanneer 12 steracteurs de revue hebben gepasseerd, wordt een ranking opgemaakt. De 2 afgevallen acteurs die het langst meedraaiden, Peter Van De Velde en Niels Destadsbader, keren terug en strijden mee om de titel van sterartiest. Ann Van den Broeck is door de jury aan de finalerondes toegevoegd.
| Bekende Vlaming                               | Bekend van                                                         | Goede Doel                  | Ingezamelde bedrag voor het goede doel | Verloor in de voorrondes van                 | Werd in de voorrondes tijdelijk opgevolgd door | Aantal deelnames in voorrondes | Verloor in de finalerondes van | Eindranking in finalerondes |
| --------------------------------------------- | ------------------------------------------------------------------ | --------------------------- | -------------------------------------- | -------------------------------------------- | ---------------------------------------------- | ------------------------------ | ------------------------------ | --------------------------- |
| Mathias Sercu                                 | Ubi in Buiten De Zone Helmut in Halleluja! Staf in Flikken         | Het Anker                   | € 51.511,20                            | /                                            | /                                              | 8 deelnames                    | /                              | winnaar                     |
| Ann Van den Broeck                            | Iris in Spoed Ruth in Happy Singles Verschillende musicals         | Natuurpunt                  | € 10.275,50                            | Alle steracteurs (wegens week geen pijnbank) | Ivan Pecnik                                    | 3 deelnames                    | /                              | 2de                         |
| Margot De Ridder                              | Dorien in Flikken                                                  | Bednet                      | € 24.584,20                            | /                                            |                                                | 6 deelnames                    | /                              | 3de                         |
| Niels Destadsbader                            | Suske in de musical Suske en Wiske Pim in Familie Olivier in Amika | Kinder- en Jongerentelefoon | € 15.524,90                            | Margot De Ridder                             | Anneke Van Hooff                               | 6 deelnames                    | Margot De Ridder               | 4de                         |
| Anneke Van Hooff                              | Shirley in Familie                                                 | Brailleliga                 | € 11.084,20                            | /                                            | /                                              | 2 deelnames                    | Margot De Ridder               | 5de                         |
| Peter Van De Velde                            | Piet Piraat                                                        | Child Focus                 | € 14.423,10                            | Margot De Ridder                             | Louis Talpe                                    | 5 deelnames                    | Anneke Van Hooff               | 6de                         |
| Steracteurs die de finaleronden niet haalden: |                                                                    |                             |                                        |                                              |                                                |                                |                                |                             |
| Ivan Pecnik                                   | Wim in Zone Stad Hans in Sara                                      | WWF                         | € 816,20                               | /                                            | /                                              | 1 deelname                     |                                |                             |
| Louis Talpe                                   | Toby in Mega Mindy                                                 | To Walk Again               | € 2.101,20                             | /                                            | /                                              | 3 deelnames                    |                                |                             |
| Tania Kloek                                   | Tina in Flikken Pia in Spring Nancy in alle Team Spirits           | De Klaproos                 | € 946,90                               | Niels Destadsbader                           | Ann Van den Broeck                             | 1 deelname                     |                                |                             |
| Deborah Ostrega                               | Anja in De zaak Alzheimer                                          | De Voedselbanken            | € 1.025,60                             | Peter Van De Velde                           | Tania Kloek                                    | 3 deelnames                    |                                |                             |
| Paul Codde                                    | Marnix in Sara                                                     | Cunina                      | € 697,80                               | Peter Van De Velde                           | Margot De Ridder                               | 1 deelname                     |                                |                             |
| Patsy Van der Meeren                          | Marie in Thuis                                                     | Mensen Helpen Mensen        | € 833,60                               | Peter Van De Velde                           | Paul Codde                                     | 1 deelname                     |                                |                             |

#### Jury
- Bob Savenberg
- Tom Helsen
- Angela Groothuizen

#### Goede doelen
- Peter Van De Velde - Child Focus
- Mathias Sercu - Het Anker
- Patsy Van der Meeren - Mensen Helpen Mensen
- Niels Destadsbader - Awel (de Kinder- en Jongerentelefoon)
- Deborah Ostrega - De voedselbanken
- Paul Codde - Cunina
- Margot De Ridder - Bednet
- Tania Kloek - De Klaproos
- Ann Van den Broeck - Natuurpunt
- Louis Talpe - To Walk Again
- Anneke van Hooff - Brailleliga
- Ivan Pecnik - WWF

### Seizoen 4

#### Steracteurs
| Bekende Vlaming       | Bekend van                               | Goede Doel                           | Verloor Van | Eindranking |
| --------------------- | ---------------------------------------- | ------------------------------------ | ----------- | ----------- |
| Michiel De Meyer      | Arne in Thuis                            | Villa Rozerood                       | /           | winnaar     |
| Tinne Oltmans         | Mila in Ghost Rockers                    | VAGGA vzw                            | Michiel     | 2de         |
| Sieg De Doncker       | Helden                                   | Expertisecentrum dementie Vlaanderen | Tinne       | 3de         |
| Ianthe Tavernier      | Floor in Echte Verhalen: De Buurtpolitie | Doof Vlaanderen                      | Tinne       | 4de         |
| Bab Buelens           | Emma in Familie                          | Cliniclowns                          | Ianthe      | 5de         |
| Gio Kemper            | Wilko in Nachtwacht                      | TEJO (Therapeuten voor jongeren)     | Sieg        | 6de         |
| Hilde De Baerdemaeker | Liesbeth in Familie                      | Nicolasfonds vzw                     | Gio         | 7de         |
| Koen Van Impe         | Vic in Salamander                        | House of colours                     | Bab         | 8ste        |
| Nicky Langley         | Oma Fonkel in Mega Mindy                 | Hachiko vzw                          | Ianthe      | 9de         |
| David Cantens         | Rudy in Marsman                          | Tanderuis vzw                        | Bab         | 10de        |

#### Jury
- Ingeborg
- Gers Pardoel
- Kristel Verbeke

#### Kijkcijfers
| Aflevering | Kijkcijfers | Uitzenddatum     |
| ---------- | ----------- | ---------------- |
| 1          | 701.429     | 2 november 2017  |
| 2          | 586.678     | 9 november 2017  |
| 3          | 578.340     | 16 november 2017 |
| 4          | 552.000     | 23 november 2017 |
| 5          | 521.812     | 30 november 2017 |
| 6          | 492.979     | 7 december 2017  |
| 7          | 551.203     | 14 december 2017 |
| 8          | 567.525     | 21 december 2017 |
| 9 (finale) | 739.323     | 28 december 2017 |